# Ясиноватая (станция)
Ясиноватая (укр. Ясинувата) — станция Донецкой железной дороги в г. Ясиноватая. Крупнейшая железнодорожная станция и железнодорожный узел Донецкой Железной Дороги.
Ясиноватая связывает 5 направлений:
- на Донецк, Мариуполь
- на Покровск, Чаплино
- на Дебальцево, Луганск
- на Ларино, Донецк-2
- на Константиновку, Краматорск, Славянск

На станции работает крупнейшая в СНГ сортировочная горка, которая имеет 2 парка. Общее количество путей — 32+41.
В ходе вооружённого конфликта в 2014—2015 годах железнодорожная инфраструктура была значительно повреждена, грузовое и пассажирское сообщение через станцию были прекращены.
28 марта 2015 года было сообщено о пуске пассажирского сообщения до станции Луганск.
Также, на май 2016 года, действуют пассажирские поезда сообщением Ясиноватая — Луганск и Ясиноватая — Успенская, пригородные поезда до Горловки, Иловайска, Енакиево. Остальные маршруты не работают.
В феврале 2017 года на станции скопилось большое количество составов с углём.

## Известные сотрудники
- Одыниця, Иван Петрович (род. 1930) — станционный диспетчер, Герой Социалистического Труда.